# Antillotrecha disjunctodens
Espèce
Antillotrecha disjunctodens est une espèce de solifuges de la famille des Ammotrechidae.

## Distribution
Cette espèce est endémique de la  province de Guantánamo à Cuba. Elle se rencontre vers San Antonio del Sur.

## Description
Le mâle holotype mesure 9,85 mm et la femelle paratype 8,55 mm.

## Publication originale
- Armas & Teruel, 2005 : Los solífugos de Cuba (Arachnida:Solifugae). Boletin de la Sociedad Entomológica Aragonesa, vol. 37, p. 149-163 (texte intégral).